# Corno potorio

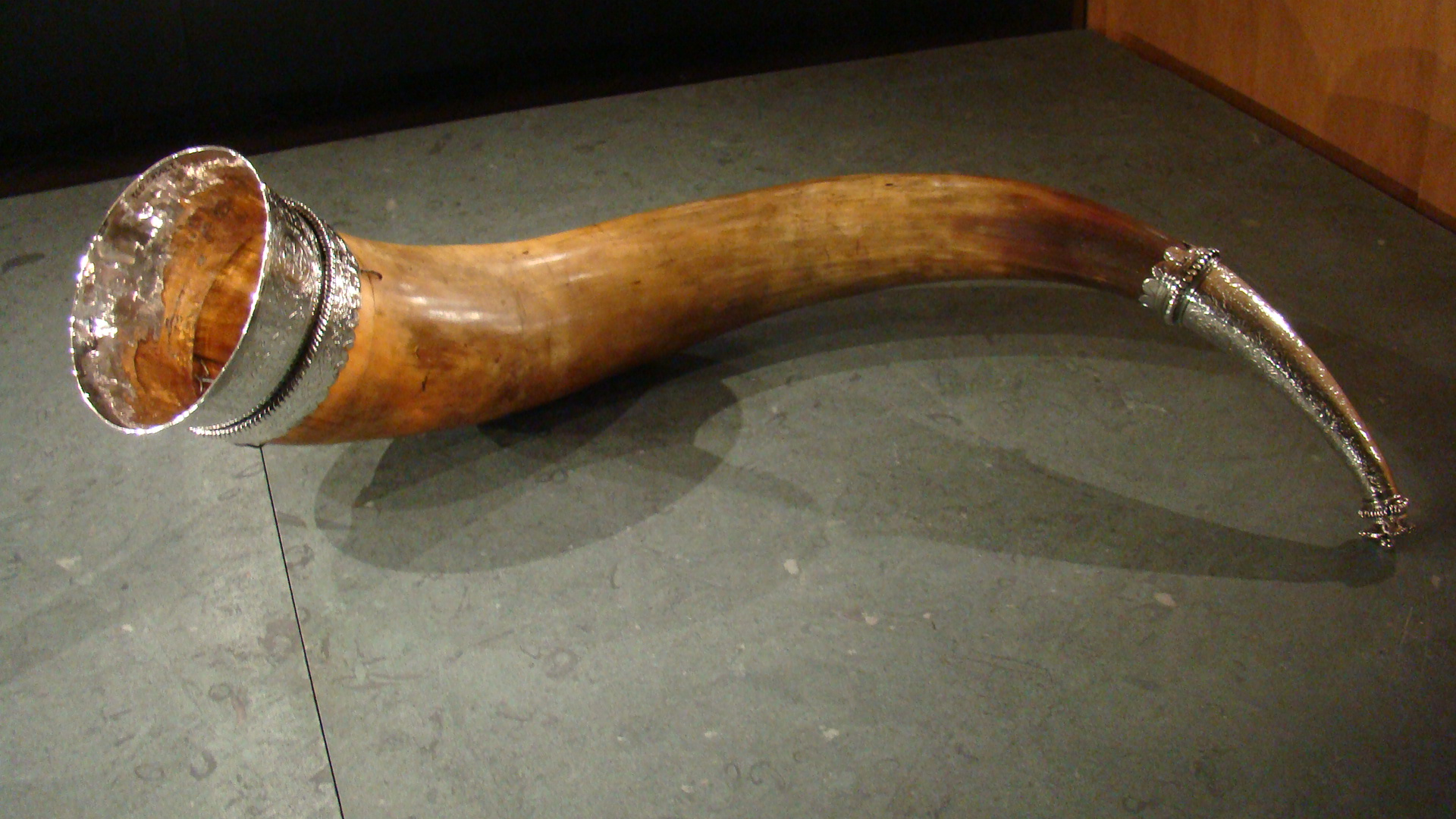
Il corno potorio di Roordahuizum, realizzato a metà del XVI secolo dall'argentiere Albert Jacobs Canter, esposto nel Museo Frisone di Leeuwarden

Un corno potorio è il corno di un bovide usato come recipiente per bere. I corni potori sono conosciuti fin dall'Antichità classica, specialmente nei Balcani, e sono rimasti in uso a fini cerimoniali per tutto il Medioevo e l'inizio dell'Età moderna in alcune parti d'Europa, particolarmente nell'Europa germanica ed in alcune culture del Caucaso. I corni potori rimangono tuttora un importante accessorio nella cultura del brindisi rituale in particolare in Georgia, dove sono noti come kantsi.
Recipienti per bere fatti di vetro, ceramica o metallo stilizzati a forma di corni potori sono conosciuti anch'essi dall'antichità: particolarmente importanti quelli noti in greco come rhyton.

## Antichità classica

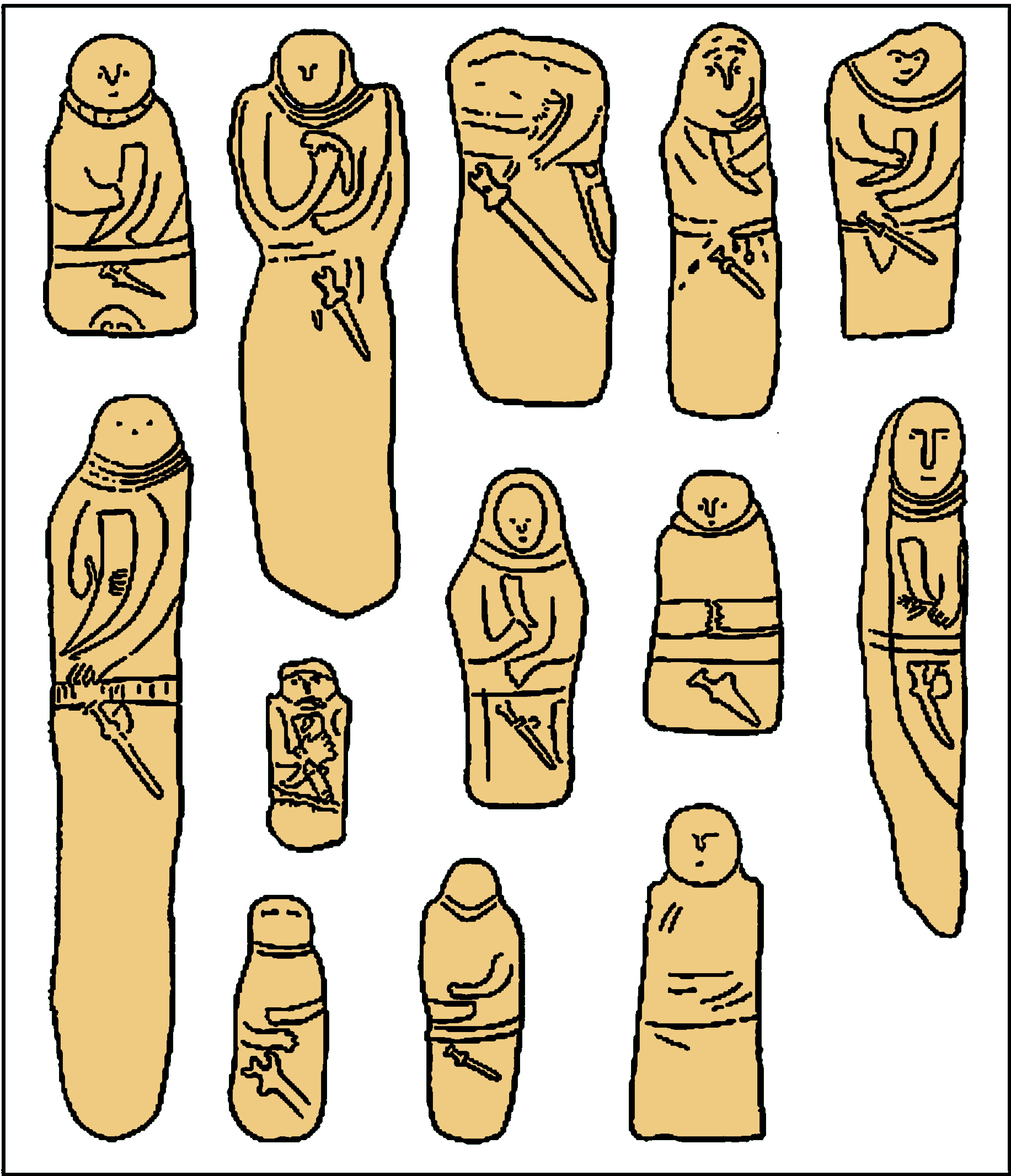
Raccolta di disegni di stele scite, che vanno dal 600 a.C. ca. al 300 d.C. Molte di esse ritraggono guerrieri che tengono un corno potorio nella mano destra.

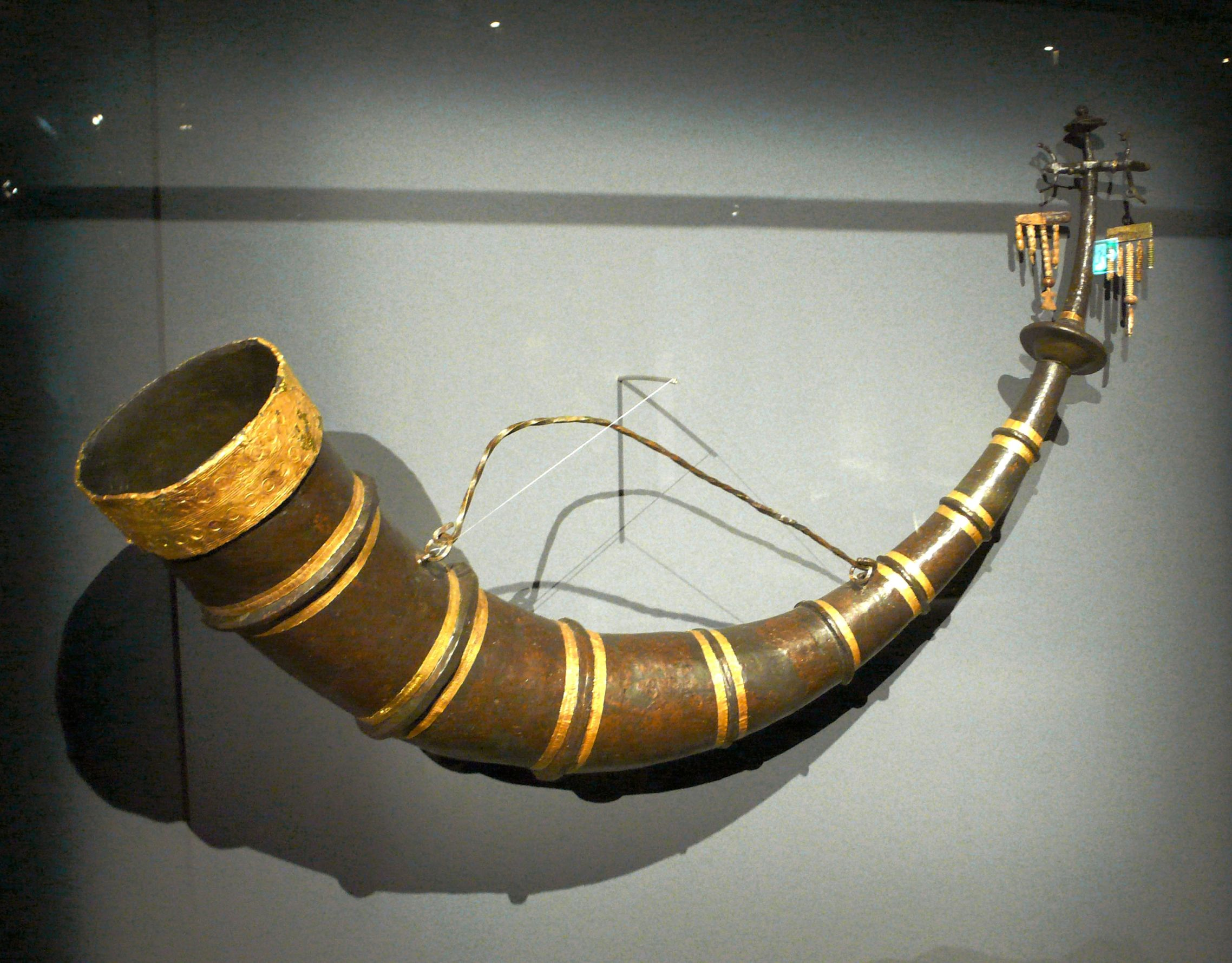
Il corno potorio di Hochdorf (ferro con ornamenti in foglia d'oro, capacità 5,5 litri).

Sebbene possa darsi che bere dai corni fosse comune già nella Grecia micenea dell'Età del bronzo, in un periodo antico i corni erano stati sostituiti da recipienti di argilla o di metallo, probabilmente chiamati ancora keras, "corno", per qualche tempo, ma noti in seguito come rhyton nei tempi classici. I rhyta erano conosciuti anche nella Persia achemenide, fatti tipicamente di metallo prezioso.
Un vaso attico a figure rosse (ca. 480 a.C.) mostra Dioniso e un satiro che tengono ciascuno un corno potorio.
Durante l'Antichità classica, erano i Traci e gli Sciti in particolare che erano noti per la loro abitudine di bere dai corni (archeologicamente, l'orizzonte "tracico-cimmero" dell'Età del ferro). Il resoconto di Senofonte dei suoi rapporti con il capo tracio Seute suggerisce che i corni potori erano parte integrante del bere kata ton Thrakion nomon ("alla maniera tracia"). Diodoro ci dà un resoconto di un banchetto preparato dal capo getico Dromichete per Lisimaco e alcuni prigionieri prescelti, e l'uso dei Geti di recipienti per bere fatti di corno e legno è affermato esplicitamente. Anche l'élite scitica usava rhyta a forma di corno fatti interamente di metallo prezioso. Un esempio notevole è il rhython in oro e argento del V secolo a.C. a forma di un Pegaso che fu trovato nel 1982 ad Ulyap (Adighezia), ora presso il Museo di arte orientale a Mosca.
Il corno potorio raggiunge l'Europa Centrale con l'Età del ferro, nel contesto più ampio della trasmissione culturale "tracico-cimmera". Sono noti numerosi antichi esemplari celtici (cultura di Hallstatt), specialmente i resti di un enorme corno a bande dorate trovato presso la tomba di Hochdorf. Krauße (1996) esamina la diffusione della "moda" dei corni potori (Trinkhornmode) nell'Europa preistorica, assumendo che essa raggiunse i Balcani dalla Scizia intorno al 500 a.C. È più difficile valutare il ruolo dei semplici corni animali come recipienti per bere, perché questi ultimi decadono senza traccia, mentre le rifiniture di metallo dei corni potori cerimoniali dell'élite sono preservate archeologicamente.
Giulio Cesare ha una descrizione dell'uso gallico dei corni potori degli uri (cornu urii) nel De bello gallico 6.28:
„Amplitudo cornuum et figura et species multum a nostrorum boum cornibus differt. Haec studiose conquisita ab labris argento circumcludunt atque in amplissimis epulis pro poculis utuntur.“
"I corni [gallici] per dimensione, forma e tipo sono molto diversi da quelli del nostro bestiame. Sono molto ricercati, i loro bordi sono rifiniti in argento, e sono usati come coppe in grandi banchetti."

## Periodo delle migrazioni
I popoli germanici del periodo delle migrazioni imitarono i corni potori di vetro da modelli romani. Un raffinato esempio merovingio del V secolo trovato presso Bingerbrück (Renania Palatinato) fatto di vetro verde oliva è custodito al British Museum.
Alcune delle abilità dei vetrai romani sopravvissero nell'Italia longobarda, esemplificate da un corno potorio di vetro blu a Sutri, anch'esso al British Museum. I due corni di Gallehus (inizi del V secolo), fatti ciascuno di 3 kg d'oro e di elettro, sono solitamente interpretati come corni potori, sebbene alcuni studiosi sottolineino che non si possa escludere che forse erano intesi come corni a fiato. Dopo la scoperta del primo di questi corni nel 1639, Cristiano IV di Danimarca entro il 1641 lo rimodellò in un corno potorio utilizzabile, aggiungendo un bordo, allungandone l'estremità più stretta e chiudendola con pomello a vite. Questi corni sono i più spettacolari esemplari conosciuti di corni potori dell'Età del ferro germanica, ma furono purtroppo perduti nel 1802 e sono ora conosciuti soltanto da disegni dal XVII al XVIII secolo.
Alcuni notevoli esempi di corni potori dell'Europa dei Secoli bui erano fatti con i corni dell'urus o bisonte europeo, estinto nel XVII secolo. Questi corni erano accuratamente adornati ed i loro bordi orlati tutt'intorno di argento. I resti di un notevole esemplare furono recuperati dalla sepoltura di Sutton Hoo.
Anche il British Museum ha una bella coppia di corni potori anglosassoni del VI secolo, fatti con corni di uro con montature dorate in argento, recuperate dalla sepoltura principesca a Taplow (Buckinghamshire).
Numerosi pezzi di elaborate attrezzature per bere sono stati trovati in tombe femminili di tutte le società germaniche pagane, cominciando dall'Età del ferro romana germanica e coprendo un intero millennio, fino all'Epoca vichinga.

## Epoca vichinga

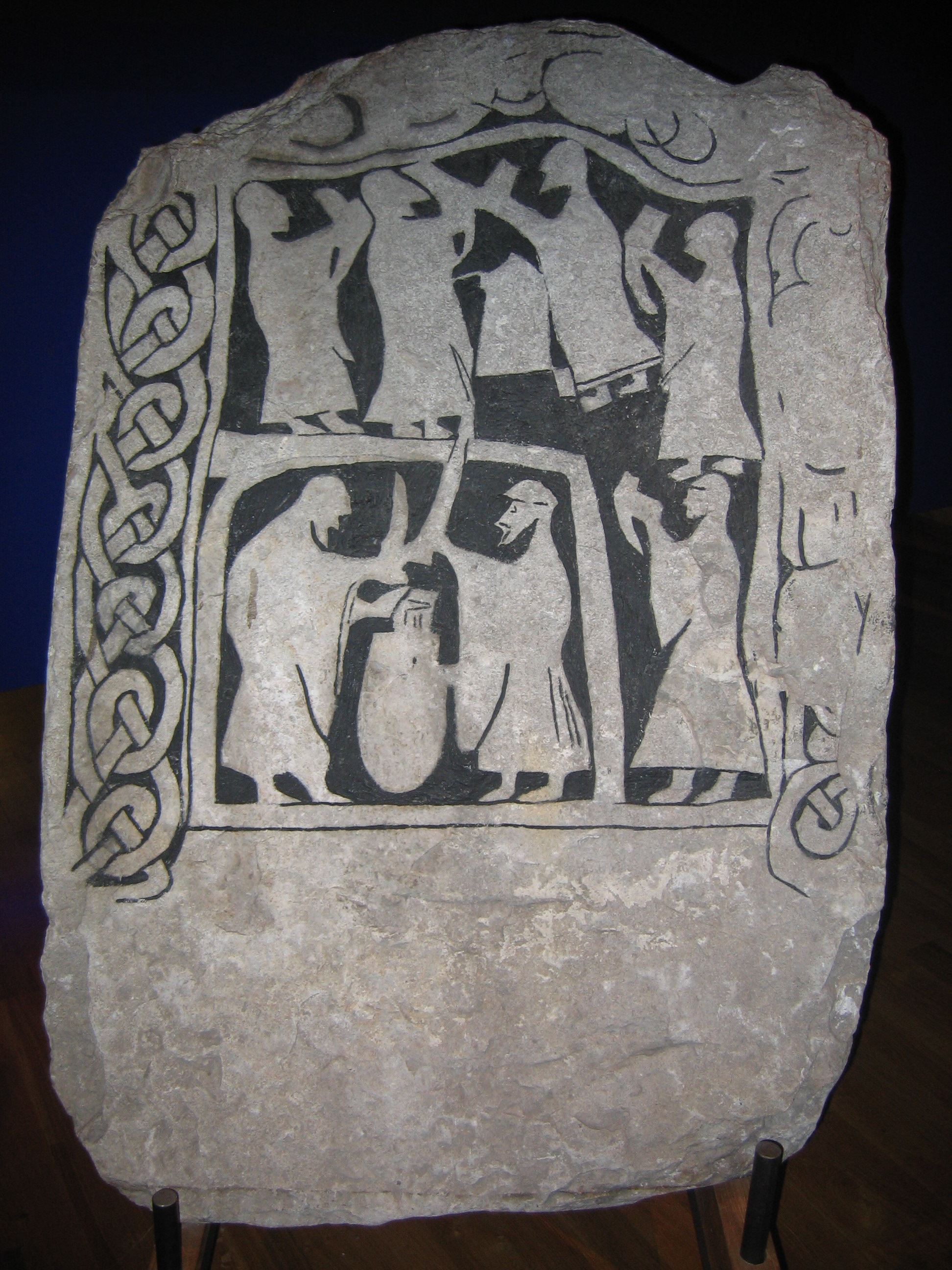
Una scena di bevuta su una pietra ornata di Gotland, nel Museo Svedese delle Antichità Nazionali a Stoccolma.

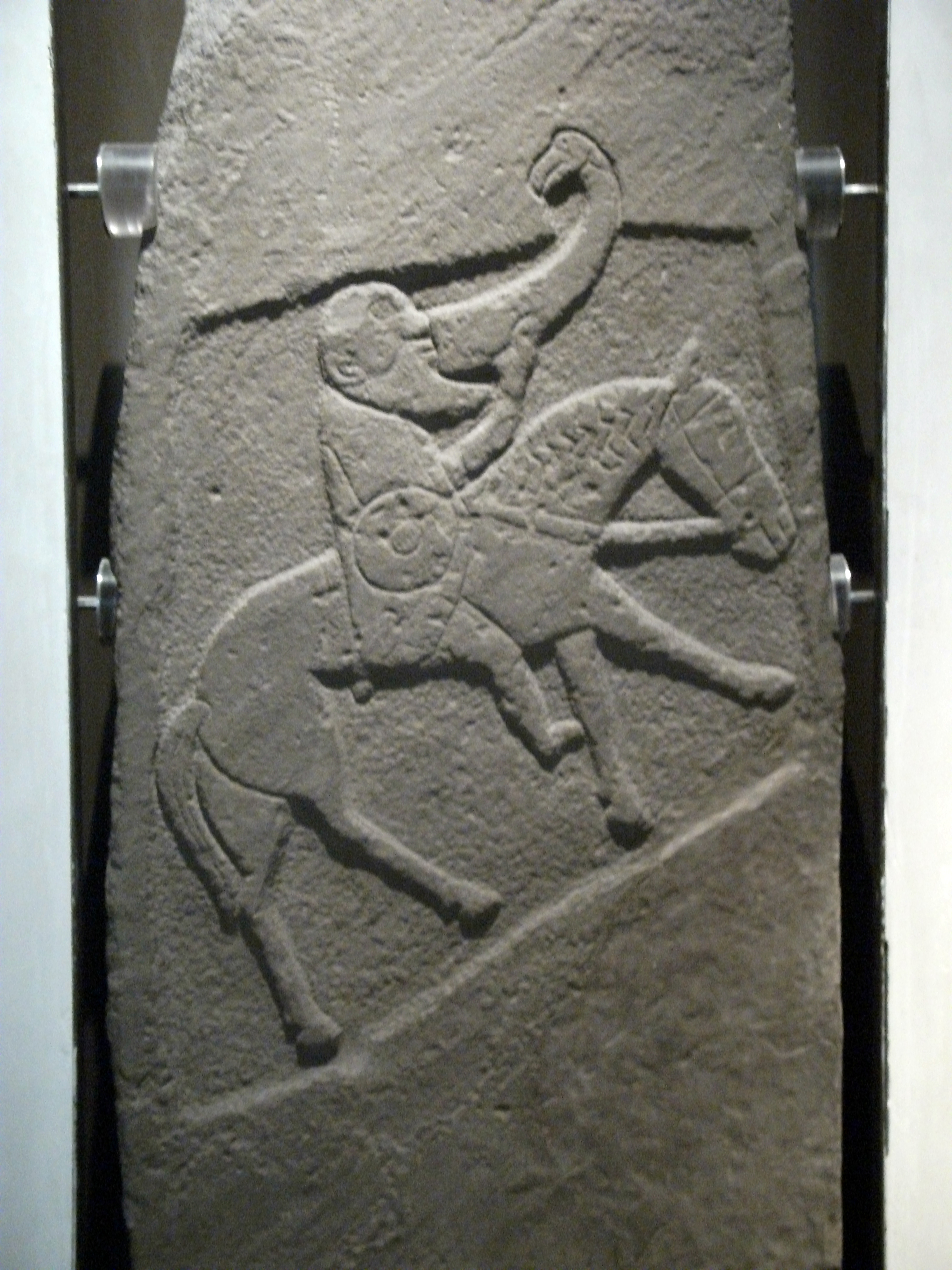
La Pietra Bullion, una pietra ornata pittica raffigurante un guerriero che beve da un grande corno mentre è a cavallo (scoperta nel 1933, ora custodita nel Museo Nazionale di Scozia a Edimburgo).

Corni potori sono attestati nella Scandinavia dell'Epoca vichinga. Nell'Edda in prosa, Thor bevve da un corno che a sua insaputa conteneva tutti i mari, e così facendo spaventò Útgarða-Loki e i suoi congiunti riuscendo a bere una parte cospicua del suo contenuto. Corni potori compaiono anche in Beowulf, e rifiniture per corni potori furono trovate come già detto anche presso il sito funerario di Sutton Hoo. Corni intagliati sono menzionati nel Guðrúnarkviða II, un poema composto intorno al 1000 d.C. e preservato nell'Edda poetica:
| Váru í horni hvers kyns stafir ristnir ok roðnir, - ráða ek né máttak, - lyngfiskr langr, lands Haddingja ax óskorit, innleið dyra. | Sul volto del corno v'era Ogni sorta di lettere Ben tagliate e arrossate, Come avrei dovuto leggerle correttamente? Il lungo lindworm Della terra di Hadding, I culbianchi intonsi, E cose folli nell'intimo. |  |

Beowulf (493ss.) descrive il servizio dell'idromele in corni intagliati.
I frammenti dei corni dell'Epoca vichinga sono preservati solo raramente, dimostrando che erano in uso sia corni di bestiame che di capra, ma il numero dei terminali decorativi in metallo per corni e di montature per corni recuperati archeologicamente mostrano che il corno potorio era molto più diffuso di quanto il piccolo numero di corni preservati altrimenti indicherebbe. La maggior parte dei corni potori dell'Epoca vichinga erano probabilmente di bestiame domestico, quindi più piccoli, contenendo assai meno di mezzo litro. I corni di uri significativamente più grandi della tomba di Sutton Hoo sarebbero stati l'eccezione.

## Dal periodo medievale al primo periodo moderno

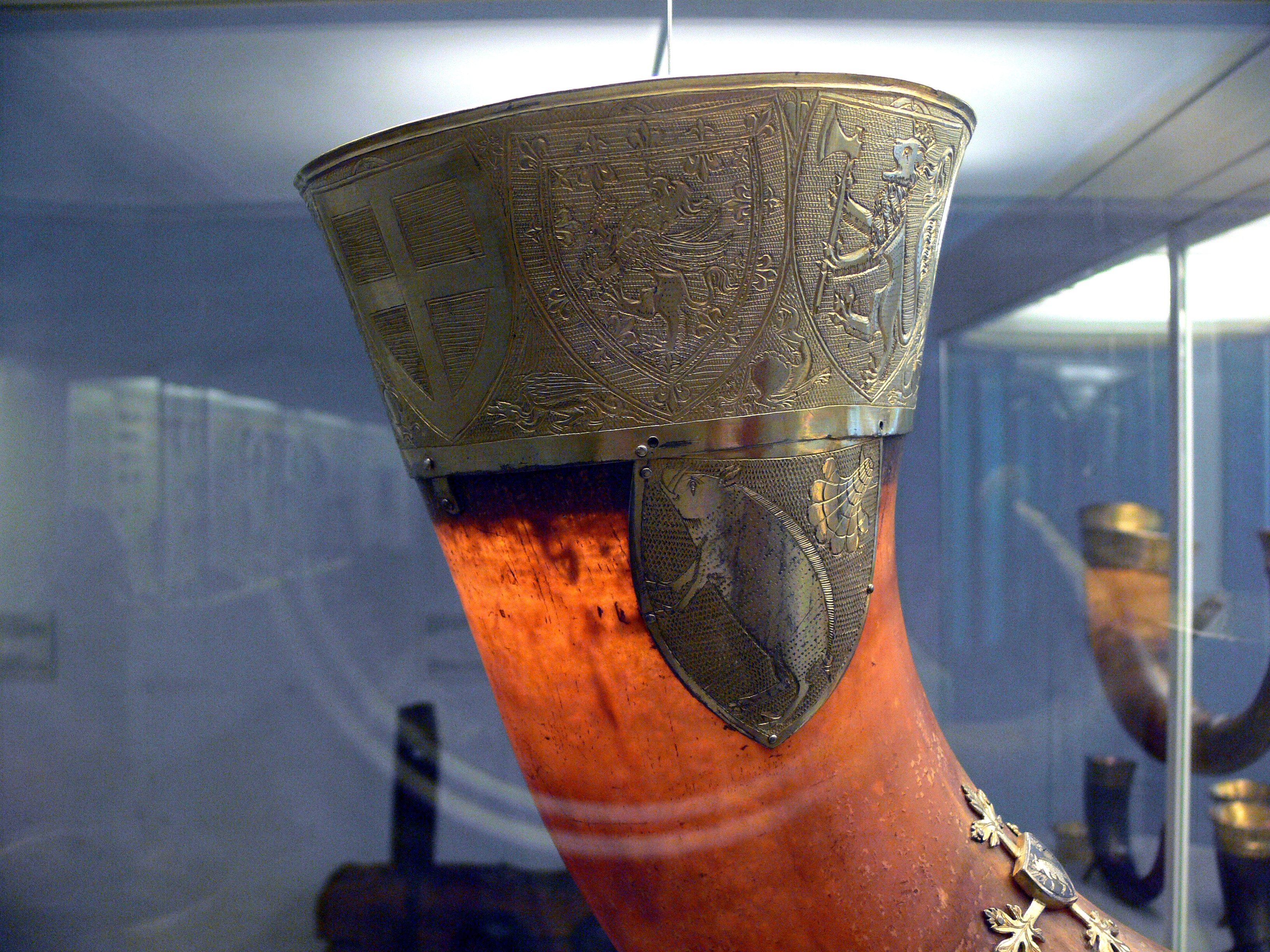
Il Museo Nazionale Danese ha una collezione di corni potori dell'inizio dell'Era moderna.

I corni potori furono il recipiente cerimoniale per bere dei personaggi di alto rango attraverso tutto il periodo medievale.
I riferimenti ai corni potori nella letteratura medievale includono il racconto arturiano di Caradoc e il romanzo in inglese medio di Re Corno.
L'Arazzo di Bayeux (anni 1070) mostra la scena di un banchetto prima che Harold Godwinson si imbarchi per la Normandia. Sono dipinte cinque figure mentre siedono ad una tavola al piano superiore di un edificio, tre di loro impugnando corni potori.
La maggior parte dei corni potori norvegesi preservati dal Medioevo hanno montature di metallo ornate, mentre i corni stessi sono lisci e privi di ornamenti. Sono conosciuti anche intarsi negli stessi corni, ma questi compaiono relativamente tardi, e sono di una semplicità comparativa che li classifica come arte popolare.
Il Corpus Christi College dell'Università di Cambridge ha un grande corno potorio di uro, a quanto si dice precedente alla fondazione del College nel XIV secolo, dal quale ancora si beve nei banchetti del College.

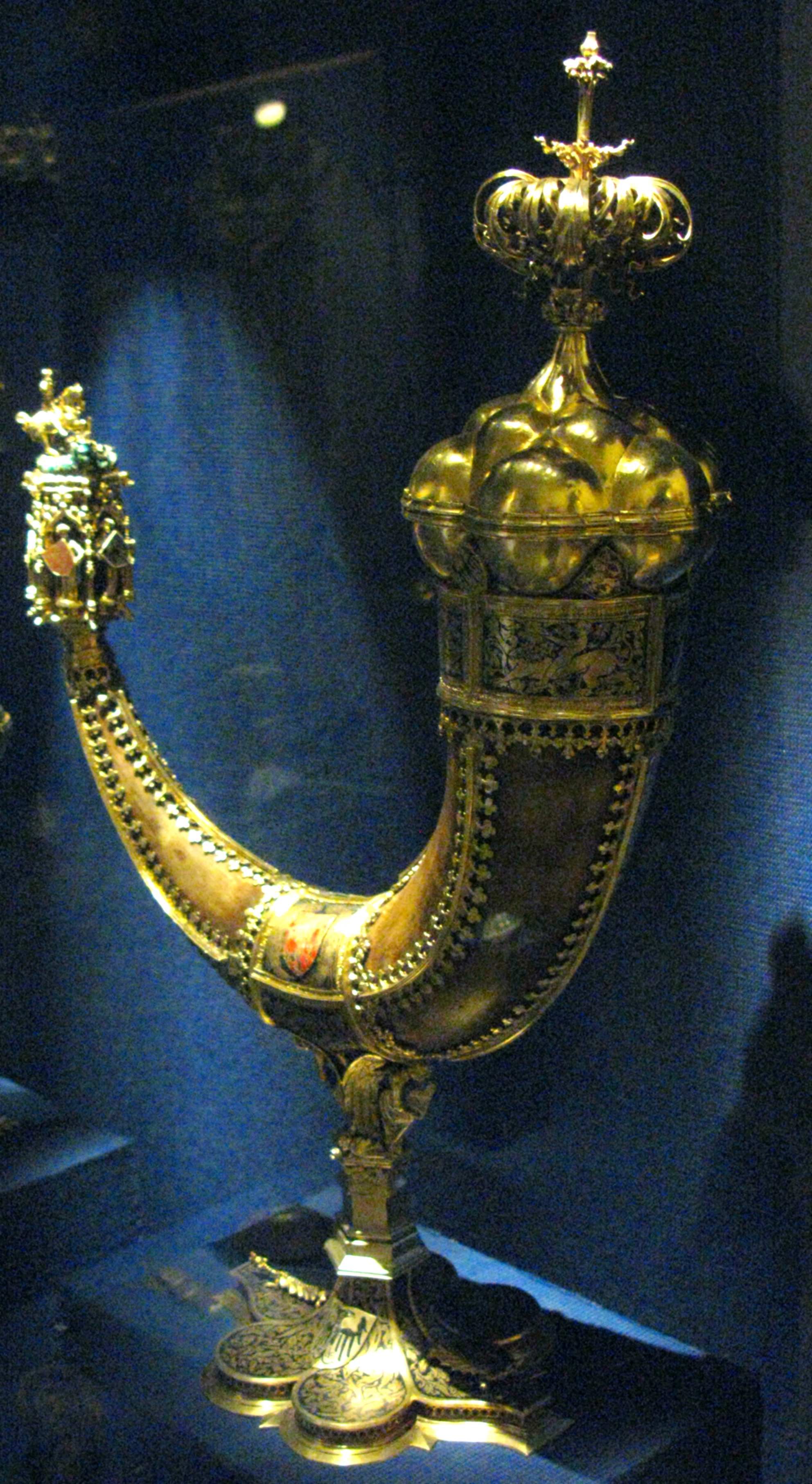
Corno potorio di Sigismondo di Lussemburgo, prima del 1408.

Il "corno Oldenburg" fu fatto nel 1479 da artigiani tedeschi per Cristiano I di Danimarca quando visitò Colonia per riconciliarsi con Carlo il Temerario di Borgogna. È fatto d'argento e d'oro, riccamente ornato con gli stemmi di Borgogna e Danimarca. Il corno prende il suo nome dal fatto di essere stato custodito nel castello della famiglia Oldenburg per due secoli prima di essere spostato nella sua attuale ubicazione a Copenhagen. Divenne associato nella leggenda al conte Ottone I di Oldenburg, che si supponeva lo avesse ricevuto da una fata nel 980.
I corni potori rimasero in uso per fini cerimoniali per tutto il primo periodo moderno. Un magnifico corno potorio,oggi custodito nel Rijksmuseum, fu realizzato come pezzo da esposizione della Gilda degli Archibugieri di Amsterdam dal gioielliere Arent Coster nel 1547, 
Nella Scozia del XVII e XVIII secolo, si sviluppa un tipo distinto di corno potorio. Un corno potorio di uro è ancora preservato nel Castello di Dunvegan sull'Isola di Skye in Scozia. Era esibito solo dinanzi agli ospiti, e ci si aspettava che il bevitore, nell'utilizzarlo, avvolgesse le mani intorno alla colonna, e girando la bocca verso la spalla destra, lo scolasse fino in fondo.
I corni del Rinascimento tedesco e del Barocco spesso erano sontuosamente decorati. Un esempio è descritto in un dipinto del 1653 di Willem Kalf, noto come Still Life with Drinking Horn (Natura morta con corno potorio).

## Periodo moderno

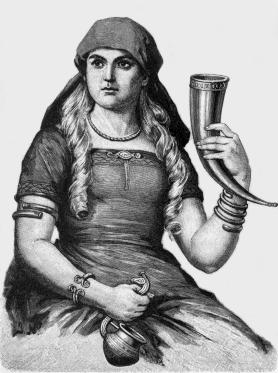
Un ritratto del 1893 della dea norrena Sif che tiene un corno potorio.

Corni potori sontuosamente decorati in stile barocco, alcuni imitanti la cornucopia, altri fatti di avorio, che includevano decorazioni d'oro, d'argento e smalto continuarono ad essere prodotti nell'Austria e nella Germania imperiali dal XIX all'inizio del XX secolo.
Anche nel XIX secolo, corni potori ispirati dalla riscoperta romantica del mondo vichingo furono fabbricati per le bevute rituali delle associazioni studentesche tedesche . Sempre nel contesto del Romanticismo, un corno potorio cerimoniale con decorazioni che raffiguravano la storia dell'idromele della poesia fu donato al poeta svedese Erik Gustaf Geijer dai suoi studenti nel 1817, ora nella Collezione privata di Johan Paues (Stoccolma).
Corni potori di montone o di capra, noti come kantsi, restano un importante accessorio nella cultura del brindisi rituale in Georgia. Durante un pranzo formale (supra) i Georgiani propongono un brindisi, guidati da un annunciatore (tamada) che fissa l'argomento di ogni serie di brindisi. I brindisi sono fatti o con vino o con brandy, mentre brindare con la birra è considerato un insulto.
Nella cultura svizzera, un grande corno potorio insieme a una corona di foglie di quercia è il premio tradizionale per la squadra vincitrice di un torneo di Hornussen.
I moderni adepti di Ásatrú usano corni potori per i Blót e i symbel.